# Amis and Amiloun

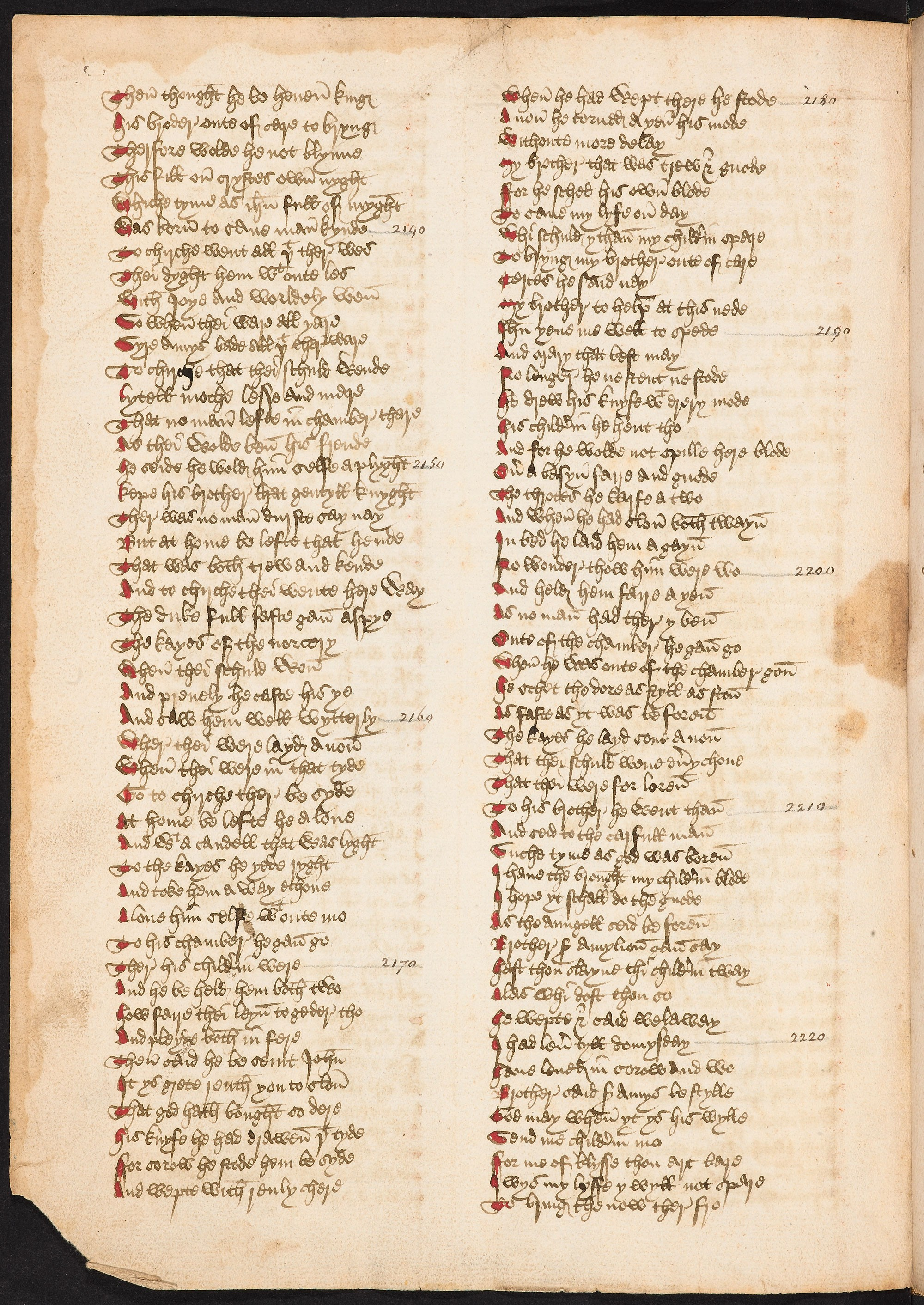
Une page dAmis and Amiloun dans le manuscrit Douce 326 de la bibliothèque Bodléienne.

Amis and Amiloun est un poème en moyen anglais de la fin du XIIIe siècle. C'est un roman courtois en rimes couées (tail-rhyme) long de 2 500 vers adapté du roman de chevalerie français Ami et Amile. Il a pour thème les vertus de l'amitié.

## Résumé
Amis et Amiloun sont deux chevaliers liés par une amitié profonde. Ils sont nés le même jour, ont été adoubés le même jour, et sont au service du même duc. Tout va pour le mieux jusqu'au jour où les parents d'Amiloun meurent. Celui-ci doit rentrer chez lui pour entrer en possession de son héritage, et Amis reste seul à la cour du duc. Son intendant tente en vain de remplacer Amiloun auprès d'Amis, qui rejette ses propositions. En revanche, il est séduit par la fille du duc, Belisaunt. L'intendant rapporte la chose au duc, qui décide qu'un duel de justice aura lieu entre les deux hommes. Amis se précipite auprès d'Amiloun, qui accepte de prendre sa place dans le duel et tue l'intendant.
Amis épouse Belisaunt et finit par hériter des biens du duc, tandis qu'Amiloun est frappé par la lèpre, comme l'en avait averti un ange avant le duel. Sa femme le chasse et il devient un vagabond, avec pour seul compagnon le jeune Amoraunt. Ils finissent par arriver chez Amis, qui leur réserve bon accueil. Dans un rêve, il apprend comment guérir son ami : il doit tuer les deux enfants qu'il a eu de Belisaunt et oindre Amiloun avec leur sang. Il s'exécute, et Amiloun est guéri. Les enfants, quant à eux, sont retrouvés sains et saufs un peu plus tard. Amis et Amiloun se rendent ensemble auprès de la mauvaise femme de ce dernier, la chassent et installent Amoraunt comme seigneur. Les deux amis repartent ensemble, et bien des années plus tard, meurent le même jour et sont inhumés dans la même tombe.

## Manuscrits
Amis and Amiloun est connu par quatre manuscrits :
- Advocates 19.2.1 (« manuscrit Auchinleck »), conservé à la Bibliothèque nationale d'Écosse (2287 vers) ;
- BM Egerton 2862, conservé à la British Library (2186 vers) ;
- BM Harley 2386, conservé à la British Library (894 vers) ;
- Douce 326 (Bodleian 21900), conservé à la bibliothèque Bodléienne (293 vers).

Aucune de ces copies n'est complète.